# Фарнсворт, Элон
Элон Джон Фарнсворт (Elon John Farnsworth) (30 июля 1837 — 3 июля 1863) — кавалерийский офицер федеральной армии во время американской гражданской войны. Был убит в сражении при Геттисберге во время атаки Килпатрика.

## Ранние годы
Фансворт родился в Грин-Оак, штат Мичиган, и был племянником Джона Франклина Фарнсворта, известного политика-демократа, который впоследствии стал республиканцем и генералом гражданской войны. В 1854 году семья Фарнсворта переселилась в Иллинойс. Он поступил в мичиганский университет и был членом тайного студенческого общества «Чи Пси» (Chi Psi), но вскоре был исключен из-за участия в вечеринке, во время которой одного студента выбросили из окна. Он вступил в армию в качестве снабженца и служил при штабе Альберта Сидни Джонстона во время ютской войны 1857—1858 года. Также работал охотником на бизонов на территории Колорадо.

## Гражданская война
Когда началась война, Фарнсворт был направлен в 8-й Иллинойсский кавалерийский полк в звании лейтенанта. Полком командовал его дядя, Джон Фарнсворт. 25 декабря 1861 года он получил звание капитана и стал помощником главного квартирмейстера IV корпуса. В начале 1863 года он служил адъютантом бригадного генерала Альфреда Плезантона во время сражения при Чанселорсвилле и в начале Геттисбергской кампании. 29 июня 1863 года, за два дня до сражения при Геттисберге, Плезантон повысил его до бригадного генерала волонтеров, хотя его повышение так и не было одобрено Сенатом. Фарнсворт сал командиром 1-й бригады 3-й дивизии в кавалерийском корпусе Потомакской армии. Его бригада состояла из 5-го Нью-Йоркского, 18-го Пенсильванского, 1-го Вермонтского и 1-го Западновирджинского кавалерийских полков.

### Гибель
На третий день сражения при Геттисберге, после атаки Пикетта, генерал Джадсон Килпатрик решил атаковать фланг противника и приказал бригаде Фарнсворта атаковать позиции противника к югу от Берлоги Дьявола. Фарнсворт сначала отказался, ссылаясь на отсутствие шансов на успех, но согласился, когда Килпатрик обвинил его в трусости. В итоге Фарнсворт атаковал части дивизии Джона Худа, которыми командовал Эвандер Лоу. Он шел в атаку вместе со 2-м батальоном 1-го Вермонтского полка, рядом с майором Уильямом Уеллсом.

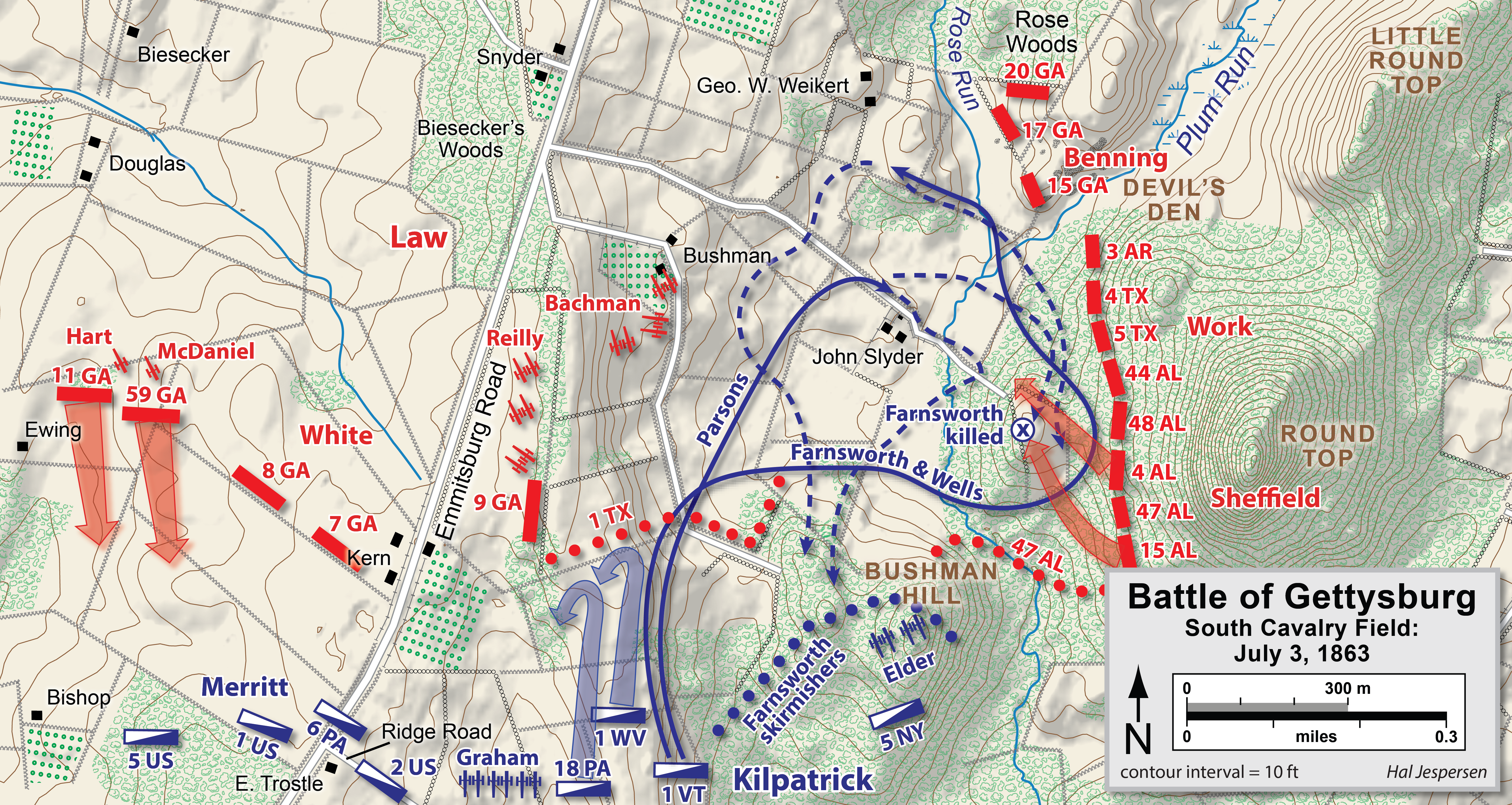
Атака Фарнсворта

Атака была отбита с большими потерями, а Фарнсворт получил пять пуль в грудь. Полковник-южанин Уильям Отс утверждал, что Фарнсворт был окружен солдатами противника и покончил с собой, чтобы избежать плена, но это свидетельство не считается достоверным. Килпатрика впоследствии часто критиковали за эту атаку, однако никаких официальных санкций против него предпринято не было.
Фарнсворт был похоронен на кладбище Роктон в Иллинойсе.